# Acacia salicina
Acacia salicina — вид квіткових рослин з родини бобових. Ареал: Австралія (Новий Південний Уельс, Північна територія, Квінсленд, Південна Австралія, Вікторія, Західна Австралія).

## Середовище
Вид зустрічається по всій Австралії, зростаючи в регіонах, де щорічно випадає понад 1500 мм опадів у Північному Квінсленді та лише 100 мм у Центральній Австралії. Її природний діапазон висоти над рівнем моря становить від 50 до 300 метрів. Ця акація добре росте на повному сонці та переносить морози до −6,7°C.

## Біоморфологічна характеристика
Це безколючкове невелике вічнозелене дерево або кущ до 13,7 метра заввишки. Це швидкоросла рослина, яка скидає багато листового опаду, з тривалістю життя близько 10–50 років. У своєму рідному ареалі A. salicina цвіте з лютого по червень. У Північній півкулі A. salicina цвіте переважно з жовтня по січень, а стручки часто видно з квітня по липень. Насіння дерева блискуче, чорне та має малиновий придаток.

## Використання
A. salicina можна використовувати для стабілізації берегів річок та інших територій. Листя та стручки дерева є важливим кормом для худоби в посушливі періоди, оскільки дерево досить добре переносить посуху. Однак листя та стручки досить погано порівнюються з іншими кормами щодо засвоюваності худобою. Насіння їстівне. A. salicina чудово підходить для ландшафтного дизайну в посушливих районах. Кора має високий вміст таніну. Деревина дуже тверда, і її використовують для виготовлення вишуканих меблів. Деревина добре горить і є гарним паливом. Її калорійність становить 18900 кДж/кг сухої маси. Дерево дає насіння та деревину для обробки деревини вже через п'ять років після посадки. Корінні австралійці традиційно використовували кору як токсин для риболовлі. Вважається, що листя A. salicina має психоактивні властивості, оскільки корінні австралійці «спалюють її листя та курять попіл, щоб досягти стану сп'яніння».